# Stazione di Circular Quay
La stazione di Circular Quay (in inglese: Circular Quay railway station) è una stazione ferroviaria sopraelevata situata a Sydney in Australia.

## Storia
La stazione venne costruita insieme all'ultima sezione, quella compresa tra la stazione di Wynyard e la stazione di St James, che mancava per chiudere il circuito ferroviario cittadino. I lavori di costruzione di questa sezione iniziarono nel 1936 per fermarsi nel 1941 per via della seconda guerra mondiale. Vennero quindi più volte ripresi e fermati a partire dal 1945. Entro la metà del 1954 le due estremità del viadotto lungo il quale si trova la stazione vennero collegate, e i lavori per la stazione erano in stato avanzato. La stazione venne quindi inaugurata nel 1956.